# Alpenus rattrayi
Alpenus rattrayi är en fjärilsart som beskrevs av Rothschild 1910. Alpenus rattrayi ingår i släktet Alpenus och familjen björnspinnare. Inga underarter finns listade i Catalogue of Life.